# Луксор (област)
Вижте пояснителната страница за други значения на Луксор.
Луксор (на арабски: الأقص) е област (мухафаза) в Египет. Разположена е в южната част на страната по протежението на река Нил. Административен център е град Луксор.